# Fortunio (opera)

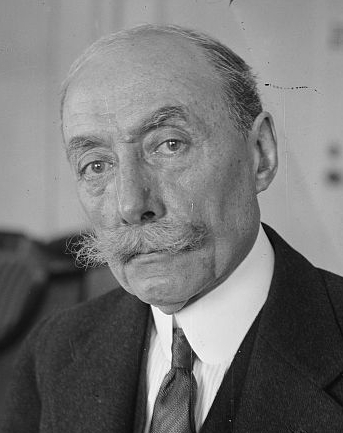
André Messager

Fortunio är en opera (comédie lyrique) i fyra akter (ursprungligen fem) med musik av André Messager. Librettot av Gaston Arman de Caillavet och Robert de Flers bygger på Alfred de Mussets komedi Le Chandelier (1835). Den hade premiär på Opéra-Comique i Salle Favart i Paris den 5 juni 1907, och förblev en del av repertoaren fram till 1940-talet. På senare år hade den satts upp på i flera uppsättningar i Frankrike och andra länder. Operan har ingen talad dialog och kombinerar sjungna recitativ med arior.

## Historia
Alfred de Mussets pjäs Le Chandelier publicerades 1835 i Revue des deux Mondes, men sattes inte upp på scen förrän tretton år senare. Den spelades på Théâtre Historique i Paris 1848 med nypremiär 1850, men temat med en utomäktenskaplig affär chockade en del teaterbesökare inom medelklassen vilket ledde till att franska regeringen förbjöd uppsättningen. Detta har inte hindrar två kompositörer före Messager från att använda pjäsen som inspiration för operor. Daniel Aubers Zanetta spelades 35 gånger i Salle Favart 1840. Handlingen överfördes från 1600-talets Frankrike till 1700-talets Palermo, men innehållet var i stort sett oförändrad.
Jacques Offenbach, som hade skrivit en sång som skådespelsmusik till 1850 års nypremiär av Mussets pjäs, använde den som huvudtema i sin enaktare La Chanson de Fortunio, där den gamle Fortunio får en behandling liknande den som han hade åsamkat sin äldre arbetsgivare i originaldramat. Stycket spelades första gången på Théâtre des Bouffes-Parisiens 1861. Sångtexten till Fortunios sång i Offenbachs tappning användes i en rysk översättning av Tjajkovskij 1875, men var mer avsedd för konsert- eller hemmabruk än för scenen.
Messagers librettister Gaston Arman de Caillavet och Robert de Flers utökade originalpjäsen och lade till en första akt och en scen som skildrade ett nattligt party. Uppsättningen iscensattes av Albert Carré, ledare för Opéra Comique, som var mån om att värna den franska repertoaren på teatern.

## Uppsättningshistorik
Fortunio hade premiär den 5 juni 1907 på Opéra-Comique i Salle Favart i Paris. Messager dirigerade själv och i publiken satt hans tonsättarkollegor Claude Debussy, Reynaldo Hahn, Gabriel Pierné och Gabriel Fauré, varav den siste recenserade verket för Le Figaro:
Om det är ett ämne som frestar en musiker, så är det Le Chandelier, särskilt om denne musiker besitter, som Messager, gåvor som elegans och klarhet, fyndighet, lekfull grace förenade till den mest perfekta kunskapen om tekniken i sin konst, den mest sällsynta kvaliteten av känsla och finkänslighet.
I sin ursprungliga form hade operan fem akter. Den reviderades till en version i fyra akter på Opéra-Comique 1910. Under de första 50 åren framfördes verket fler än 70 gånger i Paris, där kompositören dirigerade föreställningar 1915 och 1920. Villette sjöng rollen som Gertrude fram till 1946.
Fortunio sattes upp på La Monnaie i Bryssel 1908, 1931 och 1944. Opera spelades i Bordeaux i november 1984 och i Lyons i maj 1987. Den fick sin engelska premiär 2001 på Grange Park Opera. En samproduktion mellan Fribourg, Besançon och Opéra de Dijon iscensattes 2008. Opéra-Comique spelade sex föreställningar i en ny uppsättning i december 2009, dirigerad av Louis Langrée. 2013 presenterade Opéra-théâtre de Saint-Étienne en ny uppsättning på Grand Théâtre Massenet.

## Roller
| Roller                              | Röststämma | Premiärbesättning 5 juni 1907 (Dirigent: André Messager) |
| ----------------------------------- | ---------- | -------------------------------------------------------- |
| Fortunio                            | tenor      | Fernand Francell                                         |
| Jacqueline, hustru till André       | sopran     | Marguerite Giraud-Carré                                  |
| Landry                              | baryton    | Jean Périer                                              |
| Guillaume                           | bas        | Gustave Huberdeau                                        |
| Madelon, en betjänt                 | sopran     | Béatrice La Palme                                        |
| Maître André                        | baryton    | Lucien Fugère                                            |
| Clavaroche, en kapten               | baryton    | Hector Dufranne                                          |
| Gertrude, en betjänt                | sopran     | Marguerite Villette                                      |
| Maître Subtil                       | tenor      | Maurice Cazeneuve                                        |
| Lieutenant de Verbois               | baryton    | Paul Guillamat                                           |
| Lieutenant d'Azincourt              | tenor      | Georges de Poumayrac                                     |
| Kör: Stadsbor, tjänstemän, soldater |            |                                                          |

## Handling

### Akt 1
På torget utanför kyrkan går människor omkring och boulspel utövas. Landry, den glade kontoristen anställd hos Maître André, skålar för sin mästare den fine advokaten och make till den unga och vackra Jacqueline. Maître Subtil och hans brorson Fortunio har just anlänt från landet. Subtil har precis erhållit en tjänst hos sin kollega Maître André. Fortunios äldre kusin Landry ger honom råd om hans nya karriär, men den blyge och drömske Fortunio lyssnar inte.
Ett regemente drar in med sin nya kapten, den snygge Clavaroche, som gör förfrågningar om eventuella kvinnliga erövringar. När han får reda på att Jacqueline är upptagen bestämmer han sig för att försöka förföra henne. Han lyckas få hennes makes förtroende då denne imponeras av hans uniform, vilket öppnar dörren till Andrés hem. Även Fortunio  har tjusats av Jacqueline.

### Akt 2
Några dagar senare väcker Maître André sin fru: en av hans kontorister såg en man som klättrade in genom fönster en natt. För att avleda sin man avvisar en gråtande Jacqueline påståendet och anklagar honom för att försumma henne. Maître André lommar iväg – och Clavaroche kliver fram ur skåpet där han har hållit sig gömd.
Paret kommer på att de behöver ett lockbete för att avleda Maître Andrés misstankar. Lösningen blir i form av en "chandelier": en ung man som ska flirta med henne medan den rätta identiteten på älskaren förblir dold. När de unga kontoristerna hälsar henne godmorgon blir hon varse den rodnande Fortunio: "chandlier" är funnen. Efter att ha skickat iväg de andra överkommer han sin blyghet och lovar Jacqueline evig dyrkan.

### Akt 3
Fortunio får reda på att Guillaume har sett en man smyga in i Jacquelines sovrum. Han drömmer om att bli hennes kärleksbeskyddare. Detta framkallar dock bara skratt från de andra kontoristerna, men Fortunio bryr sig inte: han föredrar sin dröm framför den hårda verkligheten.
Maître André presenterar Jacqueline för Fortunio. Han tillåter Fortunio att eskortera sin fru för att visa att han inte är svartsjuk. Vid en middag för fyra (hustrun, maken, älskaren och den oskuldsfulle beundraren) öppnar Fortunio sitt hjärta i en sång om skönhet och oskuld som sår split i Jacquelines inre. Hon välkomnar den unga mannens passion medan de två äldre männen spelar kort. Clavaroche berättar för Jacqueline att Maître André fortfarande är misstänksam mot henne efter ytterligare en rapport från Guillaume, och han kommer sätta ut vakter samma kväll utanför hennes fönster, varav den ena kommer vara Clavaroche i syfte att kompromettera Fortunio. Men Fortunio har hört allting och inser vilken roll han har spelat.

### Akt 4
Efter att ha hört att Maître André har gillrat en fälla för hustruns älskare har Clavaroche sett till att misstankarna fallit på Fortunio genom att sända den unge mannen ett brev, förment från Jacqueline, där hon bjuder in honom. För att förhindra det hela har Jacquline sänt sin husa Madelon att varna den unge mannen, men för sent; Fortunio träder fram och säger att han vägrar bli utnyttjad. Men Jacqueline försäkrar honom att inte bara är älskad - han är avgudad!
När de hör Maître André och Clavaroche närma sig gömmer hon Fortunio i en alkov, men inte i samma som Clavaroche. Den svartsjuke mannen måste be om ursäkt för sina ogrundade misstankar och kaptenen finner ingen i skåpet. Hon skickar iväg dem båda och ger den rasande Clavaroche en ljusstake att lysa sin väg. Hon blir ensam med Fortunio som kommer ut och faller i hennes armar.